# Stiepan Tarasow
Stiepan Nikonowicz Tarasow (ros. Степан Никонович Тарасов, ur. 1893 we wsi Stajewo w guberni orłowskiej, zm. 7 lipca 1955 w Kijowie) – radziecki działacz partyjny, I sekretarz Komitetu Obwodowego WKP(b) w Riazaniu (1938–1943), członek Centralnej Komisji Rewizyjnej WKP(b)/KPZR (1939–1955).

## Życiorys
Od 1915 w SDPRR(b), na początku lat 20. w Armii Czerwonej, w latach 1925–1929 sekretarz odpowiedzialny komitetu okręgowego WKP(b) w Konotopie. Sekretarz odpowiedzialny i zastępca przewodniczącego KC Związku Zawodowego Robotników Przemysłu Samochodowego i Transportowego, instruktor Komitetu Obwodowego WKP(b) w Moskwie, słuchacz kursów marksizmu-leninizmu przy KC WKP(b). Od 1932 sekretarz komitetu WKP(b) w fabryce samochodów w Moskwie, potem I sekretarz rejonowego komitetu WKP(b) w Moskwie, od sierpnia do października 1937 II sekretarz Komitetu Miejskiego WKP(b) w Moskwie. Od 16 października 1937 do 1 lipca 1938 I sekretarz Biura Organizacyjnego KC WKP(b) w obwodzie riazańskim, a od 7 lipca 1938 do 25 września 1943 I sekretarz Komitetu Obwodowego WKP(b) w Riazaniu. Od 21 marca 1939 do śmierci członek Centralnej Komisji Rewizyjnej WKP(b)/KPZR, w latach 1943–1945 słuchacz Wyższej Szkoły Partyjnej przy KC WKP(b), od 1945 do stycznia 1948 I sekretarz Komitetu Obwodowego KP(b)U w Izmaile, 1947–1952 przewodniczący Kolegium Partyjnego przy KC KP(b)U, od 28 stycznia 1949 zastępca członka, a od 13 kwietnia 1950 do śmierci członek KC KP(b)U/KPU. Od 15 kwietnia 1950 do 23 września 1952 członek Biura Organizacyjnego KC KP(b)U, w latach 1952–1953 kierownik Pododdziału KC KPU, od 1953 do śmierci przewodniczący Komisji Partyjnej przy KC KPU. Deputowany do Rady Najwyższej ZSRR od 1 do 3 kadencji.